# 江西古坟
江西古坟（韓語：강서고분）是高句丽时代的墓葬，位于朝鲜民主主义人民共和国南浦市江西区域三庙里，共有三座古墓。這三座古墓的摆放位置類似三角形形状。